# Неарх
Вижте пояснителната страница за други личности с името Неарх.
Неарх (на старогръцки: Νέαρχος) е адмирал на Александър Велики през неговия поход в Персия.
Той е грък, син на Андротим от Крит, вероятно от град Лато. Той се преселва в Амфипол и постъпва там на служба при цар Филип II Македонски. Той става приятел (синтроф) на принц Александър, когото придружава през 336 г. пр. Хр. след аферата „Пиксодар“. През 334 г. пр. Хр. той е хетайр на Александър в похода му до Азия. Същата година Неарх става сатрап на Ликия и Памфилия. През 328 г. пр. Хр. Неарх и Асандър завладяват Заинаспа и Антигон I Монофталм поема неговите провинции.
В Индия Неарх става през 326 г. пр. Хр. наварх (адмирал) на новопостроената флота. През диадохските войни Неарх е в свитата на Антигон Монофталм и учител на младия Деметрий I Полиоркет.
Неарх пише едно описание (Перипъл) за своето пътуване в Индия (Die Fragmente der griechischen Historiker, Nr. 133), което се е загубили, но е позвано от Ариан в произведението му за Индия. Произведението е ползвано също и от Аристобул Касандрийски, Клитарх и други историци на Александър.
На него е наречен лунния кратер Неарх.